# Большой Онжас
Большой Онжас — река в России, протекает по Советскому району Ханты-Мансийского АО. Устье реки находится в 358 км по правому берегу реки Малая Сосьва. Длина реки составляет 44 км.

## Притоки
- Унсов (пр)
- 18 км: Вай (пр)
- 25 км: Малый Онжас (лв)
- Средний Онжас (лв)
- Ёрнмилсоим (пр)

## Данные водного реестра
По данным государственного водного реестра России относится к Нижнеобскому бассейновому округу, водохозяйственный участок реки — Северная Сосьва, речной подбассейн реки — Северная Сосьва. Речной бассейн реки — (Нижняя) Обь от впадения Иртыша.
Код объекта в государственном водном реестре — 15020200112115300028473.